# Horní Ředice
Horní Ředice (německy Ober Reditz) jsou obec v okrese Pardubice v Pardubickém kraji, asi čtrnáct kilometrů východně od krajského města Pardubice a tři kilometry západně od Holic. Žije v nich přibližně 1 100 obyvatel.

## Historie
Správní území obce je osídleno od pravěku, což dokládají archeologické nálezy broušených kamenných nástrojů, používaných pravěkými lidmi v mladší či pozdní době kamenné, na blízkém kopci Hořánek (265 metrů). V oblasti Hořánku byly nalezeny i další objekty (pohřebiště z mladší a pozdní doby bronzové), nejmladší z nich pocházejí ještě z 13. století.
Založení středověkých Ředic souvisí s kolonizací rozsáhlého lesního komplexu, rozkládajícího se na jihovýchod od Hradce Králové až k Vysokému Mýtu. Dodnes jsou jeho pozůstatky v severovýchodní části okresu Pardubice výrazným zalesněným územím. Ředice dostaly tehdy název Hermansdorf. Již v polovině 14. století se objevuje také český název Ředice, původní název se poté zcela vytratil. První písemná zmínka o existenci vesnice (tehdy uváděné pod jménem Hermansdorf) pochází z roku 1336.
V průběhu 18. století se poprvé objevuje dělení Ředic na Horní a Dolní (pravděpodobně užíváno mnohem déle v běžné komunikaci vzhledem k protáhlému tvaru obce, mající v podstatě tvar jednořadé ulice o délce skoro čtyř kilometrů). Toto oficiální rozdělení nalézáme v tzv. Tereziánském katastru z roku 1757. V polovině 19. století, kdy po zrušení poddanství zanikala stará panství a jejich vrchnostenská správa, se někdejší ves Ředice rozdělila na Dolní Ředice a Horní Ředice.

## Přírodní poměry
V severní části katastrálního území vznikla před rokem 1507 soustava rybníků, z nichž největší je Ředický rybník, nad ním leží menší Smílek a mezi nimi rybník Mordýř.
Ředický rybník měří 27,0 ha s objemem vody 250 tisíc m³. Rozkládá se na sever od vesnice na pravostranném přítoku Ředického potoka. Rybník Smílek s plochou 8,0 ha a objemem vody 60 tisíc m³ se nachází nad rybníkem Mordýř. Odtok rybníka vede mezi zemědělskými pozemky. Poslední ze soustavy je rybník Mordýř, který má plochu 3,0 ha a objem vody 30 tisíc m³. Odtok rybníka protéká mezi zemědělskými pozemky. Pokud dojde k poruše nebo zničení hráze voda odteče po polích do Ředického rybníka. Rybníky Smílek a Mordýř leží na území přírodní rezervace Žernov.
Přírodní rezervace Žernov je lesním komplexem původních dubohabrových lesů s příměsí lípy a dalších dřevin. Nejstarším dubovým porostům je 150 let. Chráněné území přírodní rezervace i s ochranným pásmem se rozkládá na ploše 312 hektarů. V chráněném území roste více než čtyři sta rostlinných druhů, například violka slatinná, kapradiník bažinný nebo řeřišnice bahenní. Z hub tu roste řasnatka modromléčná. Oblast je významná i z ornitologického hlediska. Je bohatá na vodní ptactvo včetně zrzohlávky rudozobé či chřástala vodního. V lese hnízdí čáp černý. Lesní porosty organizačně přísluší lesnickému revíru Stéblová a Lesní správa Choceň. Nejvyšší bod přírodní rezervace leží 277 metrů. Do jižní části katastrálního území zasahuje část ptačí oblasti Komárov.

## Obyvatelstvo
| Rok            | 1869 | 1880 | 1890 | 1900 | 1910 | 1921 | 1930 | 1950 | 1961 | 1970 | 1980 | 1991 | 2001 | 2011 | 2021  |
| -------------- | ---- | ---- | ---- | ---- | ---- | ---- | ---- | ---- | ---- | ---- | ---- | ---- | ---- | ---- | ----- |
| Počet obyvatel | 803  | 868  | 897  | 881  | 954  | 920  | 910  | 787  | 832  | 779  | 789  | 768  | 778  | 778  | 1 023 |
| Počet domů     | 125  | 137  | 138  | 141  | 146  | 152  | 173  | 213  | 218  | 216  | 221  | 260  | 252  | 337  | 367   |

## Kultura a sport
Obec pořádá řadu akcí jako například Dětský den, Den matek, oslava Nového roku, masopust, Ředický maraton. V obci se nachází základní škola s prvním stupněm a mateřská škola. Ve vesnici se nachází dva tenisové kurty, jedno víceúčelové a jedno fotbalové hřiště, také dvě dětská hřiště a dva volně přístupné prostory s posilovacím náčiním. V obci se lze zapojit do řady kroužků, nejen pro děti, ale i pro dospělé, např. cvičení na míčích, aerobik, vyučování anglického jazyka pro malé, velké a dospělé a další aktivity. Je zde také knihovna, která se nachází ve druhém patře obecního domu.  

## Pamětihodnosti
Dominantou obce je kostel sv. Václava z roku 1857, u kterého je zachována starobylá dřevěná zvonice z roku 1729. Kostel je filiálním kostelem sousední římskokatolické farnosti v (sousedním) městě Holice.

## Partnerské obce
- Bošáca, Slovensko